# جمال ليفة
جمال ليفة (بالألمانية: Djamel Lifa)‏ (مواليد 1 مارس 1969) هو ملاكم ألماني، مثّل بلاده في الألعاب الأولمبية الصيفية 1992.

## روابط خارجية
جمال ليفة على موقع بوكس ريك (الإنجليزية) (registration required)
- جمال ليفة على موقع اللجنة الأولمبية الدولية (الإنجليزية)
- جمال ليفة على موقع أوليمبيديا (الإنجليزية)